# شتات

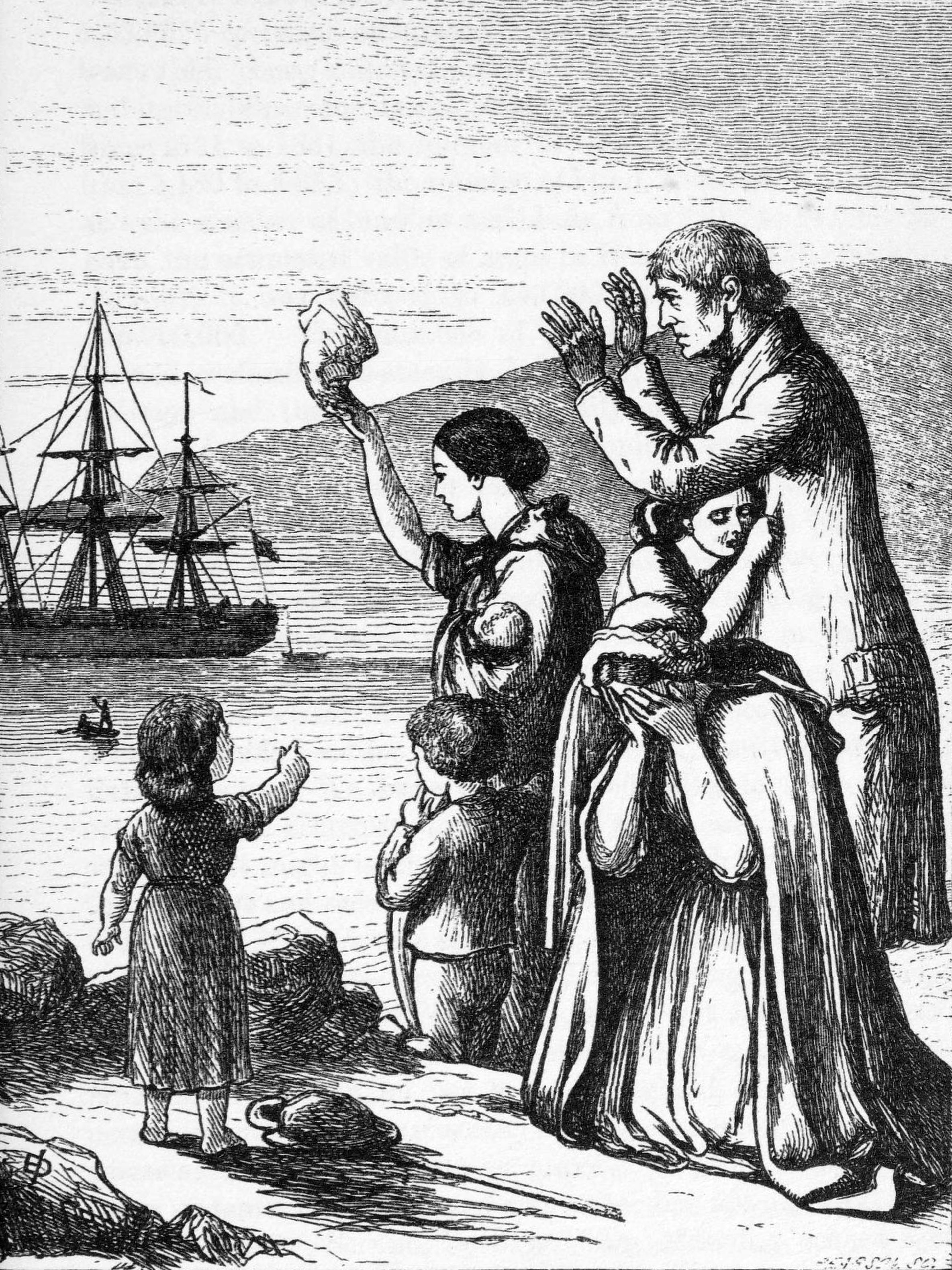
لوحة توضح الهجرة من أيرلندا إلى أميركا بسبب مجاعة أيرلندا الكبرى

الشتات (باليونانية διασπορά)، دياسبورا، مصطلح يطلق على أماكن تواجد شعوب مهاجرة من أوطانها في مناطق مختلفة من العالم ليصبحوا مشتتين فيها كمجموعات متباعدة، ويتفاعلون فيما بينهم بمختلف الوسائل للتنسيق لمحاولة العودة إلى أوطانهم. ومن الأمثلة على شعوب تعيش في الشتات:
- الآشوريون/السريان/الكلدان
- اليهود
- الأمازيغ
- الفلسطينيون
- الشركس
- الأرمن
- الشيشان
- الداغستان
- الأكراد

أول من استخدم هذا الاصطلاح بمسماه الغربي كان الاغريق ولكنهم عَبّروا به عن أبنائهم الذين ذهبوا ليستعمروا البلاد التي فتحوها وسيطروا عليها. ولكن العهد القديم استخدم هذه المصطلح عن اليهود بعد أن سباهم نبوخذ نصر. كما استخدم في شتات الفلسطينين بعد ان استوطن يهود العالم ارضهم فقتلوهم وحرقو بيوتهم واراضيهم واخرجو من بقي من الفلسطينيين من بلادهم وشتتوهم في انهاء الارض.